# بريتو (لاعب كرة قدم)
بريتو هو لاعب كرة قدم برازيلي في مركز الهجوم، ولد في 9 يوليو 1986 في فولتا ريدوندا في البرازيل. لعب مع نادي إيكاسا ونادي سي آر بي ونادي سيارا ونادي كويابا ونادي ميراسول.